# Jersey Boys (film)
Jersey Boys is een Amerikaanse musicalfilm uit 2014 onder regie van Clint Eastwood en een verfilming van de gelijknamige musical.

## Verhaal
De film vertelt het levensverhaal van Frankie Valli & The Four Seasons. In 1962 kunnen vier jongens uit New Jersey, aan de overkant van Manhattan, drie dingen doen met hun leven: soldaat worden, in zaken gaan die het daglicht niet kunnen verdragen of … een ster worden. Ze kiezen voor het laatste en die droom wordt waarheid, zonder op te geven of te vergeten waar ze vandaan komen.
De vier jongens uit arbeidersgezinnen in New Jersey vonden hun eigen unieke muzikale geluid uit, haalden hiermee de Rock’ n Roll Hall of Fame en verkochten meer dan 100 miljoen platen.

## Rolverdeling
| Acteur             | Personage     |
| ------------------ | ------------- |
| John Lloyd Young   | Frankie Valli |
| Vincent Piazza     | Tommy DeVito  |
| Erich Bergen       | Bob Gaudio    |
| Michael Lomenda    | Nick Massi    |
| Christopher Walken | Gyp DeCarlo   |
| Mike Doyle         | Bob Crewe     |

## Muziek
Volgende nummers worden gezongen in de film:
- Silhouettes - Frankie Valli
- You're the Apple of My Eye – Variety Trio
- I Can't Give You Anything but Love – Frankie Valli & Variety Trio
- Earth Angel – Tommy DeVito
- A Sunday Kind of Love – Frankie Valli, Nick Massi, Nick's date & Tommy DeVito
- My Mother's Eyes - Frankie Valli (ook met Gyp DeCarlo)
- I'm in the Mood for Love – Frankie Valli
- Cry for Me – Bob Gaudio, Frankie Valli, Tommy DeVito & Nick Massi
- I Still Care – Miss Frankie Nolan and The Romans
- Trance – Billy Dixon and The Topix
- Sherry – The Four Seasons
- Big Girls Don't Cry – The Four Seasons
- Walk Like a Man – The Four Seasons
- My Boyfriend's Back – The Angels
- My Eyes Adored You – Frankie Valli
- Working My Way Back to You – The Four Seasons
- Dawn (Go Away) – The Four Seasons
- Opus 17 (Don't You Worry 'bout Me) – Frankie Valli and The New Seasons
- Can't Take My Eyes Off You – Frankie Valli
- Rag Doll – The Four Seasons
- Who Loves You – The Four Seasons
- Sherry/December, 1963 (Oh, What a Night) - (Reprise) - Frankie Valli, Tommy DeVito, Bob Gaudio, Nick Massi & volledige cast